# Мыслить как преступник (14-й сезон)
Четырнадцатый сезон американского детективного телесериала «Мыслить как преступник» премьера которого состоялась на канале CBS 3 октября 2018 года, а заключительная серия сезона вышла 6 февраля 2019 года. Сезон состоит из пятнадцати серий.

## Сюжет
В Сиэтле за короткое время пропали без вести четыре молодые девушки. Возникает версия, что в городе появился серийный маньяк-убийца. За расследование этого криминального случая берется спецподразделение ФБР, специализирующееся на поведенческом анализе действий преступников.
Во главе этого подразделения стоит Джейсон Гидеон, который со своими напарниками пытается вычислить преступника, создавая его психологический портрет. Джейсон - не частый гость криминалистических лабораторий ФБР. Он и его команда выезжают на места преступлений, опрашивают свидетелей, анализируют и изучают психологическую сторону жизни преступника.

## В ролях

### Основной состав
- Джо Мантенья — Дэвид Росси
- Мэттью Грей Гублер — доктор Спенсер Рид
- Эй Джей Кук — Дженнифер Джеро
- Кирстен Вангснесс — Пенелопа Гарсия
- Айша Тайлер — Тара Льюис
- Дэниел Хенни — Мэттью Симмонс
- Адам Родригес — Люк Элвес
- Пэйджет Брюстер — Эмили Прентисс

### Второстепенный состав
- Стивен Бишоп — Эндрю Мендоза
- Даниэлла Алонсо — Лиза Дуглас
- Мекхэй Андерсон — Генри Ламонтан
- Джош Стюарт — детектив Уильям Ламонтан
- Деклан Уэли — Дэвид Симмонс
- Келли Фрай — Кристи Симмонс
- Даниэль Чакран — Порция Ричардс
- Гейл О’Грэйди — Кристал Ричардс

## Эпизоды
| № общий | № в сезоне | Название                           | Режиссёр          | Автор сценария             | Дата премьеры   | Произв. код | Зрители US (млн) |
| --- | ---------- | ---------------------------------- | ----------------- | -------------------------- | --------------- | ----------- | ---------------- |
| 300 | 1          | «300» «300»                        | Гленн Кершоу      | Эрика Мессер               | 3 октября 2018  | 1401        | 4.45             |
| Рида и Гарсию похищает Бенджамин Мерва, и команда незамедлительно приступает к их поиску. Найденные улики выводят на преступника и начинается смертельная гонка ради спасения коллег до того, как будет выполнено безумное пророчество. |            |                                    |                   |                            |                 |             |                  |
| 301 | 2          | «Starter Home» «Первое жилье»      | Диана Валентайн   | Брюс Циммерман             | 10 октября 2018 | 1402        | 4.65             |
| В стенах дома в Южной Каролине найдены девять мумифицированных женских останков. ОАП пытается понять стоит за этим преступлением группа убийц или они были совершены одиноким серийным убийцей. Тем временем Росси воссоединяется со своей бывшей женой Кристалл. |            |                                    |                   |                            |                 |             |                  |
| 302 | 3          | «Rule 34» «Правило 34»             | Алек Смайт        | Кристофер Барбур           | 17 октября 2018 | 1403        | 4.42             |
| Когда пакеты с ужасным содержимым доставляются до шести человек в Вашингтоне, округ Колумбия, команда должна выяснить, что связывает получателей, прежде чем они смогут идентифицировать отправителя. Тем времендем Симонс и Кристи пытаются достучаться до сына Дэвида, которого отстраняют от занятий в школе за агрессивное поведение.                                                                                           |            |                                    |                   |                            |                 |             |                  |
| 303 | 4          | «Innocence» «Невинность»           | Лили Марие        | Стефани Сенгупта           | 24 октября 2018 | 1405        | 4.29             |
| Команда предпринимает шаги, чтобы помочь местным правоохранительным органам в Таллахасси, штат Флорида разыскать главного подозреваемого в ритуальных убийствах. Прентисс обеспокоена поведением Гарсии после её похищения, и хочет помочь ей в процессе лечения. |            |                                    |                   |                            |                 |             |                  |
| 304 | 5          | «The Tall Man» «Высокий человек»   | Мэтью Грей Габлер | Брин Фрейзер               | 31 октября 2018 | 1404        | 4.41             |
| Три девочки-подростки пропадают в Восточной Аллегани, штат Пенсильвания, но одна из девушек таинственно появляется на следующий день с минимумом сведений о том, что случилось с её друзьями. В поисках остальных девочек, ОАП исследует жуткую местную историю о призраке «Высокого человека». Между тем, Джей Джей вынуждена вернуться в родной город, что вызывает у неё воспоминания о трагической смерти своей старшей сестры. |            |                                    |                   |                            |                 |             |                  |
| 305 | 6          | «Luke» «Люк»                       | Джо Мантенья      | Эрик Стиллер               | 7 ноября 2018   | 1406        | 4.56             |
| Команда ОАП отправляется в штат Мэриленд для расследования четырёх убийств, которые произошли в течение трёх дней вдоль Восточного побережья. ОАП пытается вместе с мексиканской полицией и управлением по борьбе с наркотиками связать серию убийств с известным мексиканским киллером. Внезапно преступления становятся очень личными для Люка Элвеса.                                                                            |            |                                    |                   |                            |                 |             |                  |
| 306 | 7          | «Twenty Seven» «Двадцать семь»     | Шарат Раджу       | Эрика Мередит              | 14 ноября 2018  | 1407        | 4.52             |
| ОАП пытается разобраться с серией опасных нападений на людей, которые происходят каждые 27 минут в Вашингтоне. ОАП работают с начальником АСО Эндрю Мендоса, и изо всех сил стараются оперативно установить, кто за этим стоит, и что ими движет. |            |                                    |                   |                            |                 |             |                  |
| 307 | 8          | «Ashley» «Эшли»                    | Адам Родригес     | Стефани Биркитт            | 21 ноября 2018  | 1408        | 5.50             |
| В Плимуте, Нью-Гэмпшир, ОАП расследует двойное убийство семейной пары, а также похищение их восьмилетней дочери. Тем временем планам Росси об улучшении отношений с Кристалл, похоже, не суждено сбыться. |            |                                    |                   |                            |                 |             |                  |
| 308 | 9          | «Broken Wing» «Сломанное крыло»    | Айша Тайлер       | Джим Клементе              | 5 декабря 2018  | 1409        | 4.50             |
| Когда семь наркозависимых, которые только что закончили реабилитационные курсы лечения наркомании в Лос-Анджелесе, штат Калифорния, умирают от передозировки опиатов, ОАП решает наведаться в организацию Ангелы Милосердия, избавляющую своих жертв от страданий. Тем временем Льюис вынуждена смотреть в лицо своему прошлому после воссоединения со своим бывшим мужем.                                                          |            |                                    |                   |                            |                 |             |                  |
| 309 | 10         | «Flesh and Blood» «Плоть и кровь»  | Гленн Кершоу      | Кристофер Барбур           | 12 декабря 2018 | 1410        | 5.43             |
| Когда двух местных бизнесменов похищают, подвергают пыткам и находят с вырезаными сердцами, ОАП пытается установить связь между расследованием и делом из их прошлого. Тем временем Прентисс сталкивается со своим прошлым и планирует первое романтическое свидание с Эндрю Мендосой (Стивен Бишоп). |            |                                    |                   |                            |                 |             |                  |
| 310 | 11         | «Night Lights» «Ночные огни»       | Нельсон МакКормик | Хизер Олдридж              | 2 января 2019   | 1411        | 4.92             |
| Команда ОАП отправляется в Портленд, штат Орегон, чтобы расследовать похищение, которое может быть связано с местной парой, убитой в их доме неделей ранее. |            |                                    |                   |                            |                 |             |                  |
| 311 | 12         | «Hamelin» «Хамелин»                | Саймон Миррен     | Брюс Зиммерман             | 9 января 2019   | 1412        | 4.55             |
| Прентисс и команда ОАП летят в Айову, чтобы расследовать исчезновение трех 10-летних детей, которые были похищены из своих домов посреди ночи. Единственный источник информации о возможном местонахождении детей – система видеонаблюдения из соседнего парка, и команда намерена детально изучить записи. |            |                                    |                   |                            |                 |             |                  |
| 312 | 13         | «Chameleon» «Хамелеон»             | Эй Джей Кук       | Чарльз Дьюи и Брин Фрейзер | 23 января 2019  | 1413        | 4.45             |
| Росси подвергает сомнению свои действия после борьбы с серийным убийцей, который, кажется, перехитрил ОАП. |            |                                    |                   |                            |                 |             |                  |
| 313 | 14         | «Sick and Evil» «Больной и злой»   | Роб Бейли         | Эрик Стиллер               | 30 января 2019  | 1414        | 4.73             |
| ОАП ведет расследование ряда убийств, совершаемых в домах с привидениями в Льюистоне, штат Мэн. |            |                                    |                   |                            |                 |             |                  |
| 314 | 15         | «Truth or Dare» «Правда или вызов» | Гленн Кершоу      | Эрика Мередит              | 6 февраля 2019  | 1415        | 4.72             |
| Росси готовится к женитьбе на Кристалл, но сначала команда ОАП едет в Лос-Анджелес, чтобы расследовать серию смертельных перестрелок посреди бела дня. |            |                                    |                   |                            |                 |             |                  |

## Производство

### Разработка
Сериал получил продление на четырнадцатый сезон 12 мая 2018 года, количество эпизодов в сезоне составило 15, если рейтинги были хорошими получили целый сезон, однако осталось 15 серий.